# Дмитрівська сільська рада (Кілійський район)
Дми́трівська сільська́ ра́да — колишня адміністративно-територіальна одиниця та орган місцевого самоврядування в Кілійському районі Одеської області. Адміністративний центр — село Дмитрівка.

## Загальні відомості
Дмитрівська сільська рада утворена в 1978 році.
- Територія ради: 61,55 км²
- Населення ради: 3 144 особи (станом на 2001 рік)

## Населені пункти
Сільській раді були підпорядковані населені пункти:
- с. Дмитрівка

## Населення
Згідно з переписом 1989 року населення села становило 2992 особи, з яких 1404 чоловіки та 1588 жінок.
За переписом населення 2001 року в селі мешкало 3011 осіб.

### Мова
Розподіл населення за рідною мовою за даними перепису 2001 року:
| Мова       | Відсоток |
| ---------- | -------- |
| молдовська | 92,27 %  |
| українська | 2,35 %   |
| російська  | 1,56 %   |
| румунська  | 1,27 %   |
| циганська  | 1,11 %   |
| болгарська | 0,38 %   |
| гагаузька  | 0,13 %   |
| білоруська | 0,03 %   |
| словацька  | 0,03 %   |

## Склад ради
Рада складалася з 20 депутатів та голови.
- Голова ради: Марков Віктор Ростиславович
- Секретар ради: Лупу Василина Кирилівна

### Керівний склад попередніх скликань
| Прізвище, ім'я, по батькові | Основні відомості                                                         | Дата обрання | Дата звільнення |
| --------------------------- | ------------------------------------------------------------------------- | ------------ | --------------- |
| Коваль Олена Іванівна       | Сільський голова, 1953 року народження, член Народної партії              | 26.03.2006   | 31.10.2010      |
| Марков Віктор Ростиславович | Сільський голова, 1957 року народження, освіта вища, член Партії регіонів | 31.10.2010   |                 |

Примітка: таблиця складена за даними сайту Верховної Ради України

### Депутати
За результатами місцевих виборів 2010 року депутатами ради стали:

#### За суб'єктами висування
| Суб'єкт висування                                       | Кількість обраних депутатів | %  |
| ------------------------------------------------------- | --------------------------- | -- |
| Партія регіонів                                         | 18                          | 90 |
| Політична партія Всеукраїнське об'єднання «Батьківщина» | 1                           | 5  |
| Соціалістична партія України                            | 1                           | 5  |

#### За округами
| № округу                                                | Прізвище, ім'я, по батькові       | Дата визнання обраним | Освіта             | Партійна приналежність                        | Відомості про обраного депутата                                 |
| ------------------------------------------------------- | --------------------------------- | --------------------- | ------------------ | --------------------------------------------- | --------------------------------------------------------------- |
| Партія регіонів                                         |                                   |                       |                    |                                               |                                                                 |
| 1                                                       | Гуцуляк Інна Федорівна            | 05.11.2010            | вища               | член Партії регіонів                          | загальноосвітня школа, заступник директора                      |
| 2                                                       | Чернова Ніна Олексіївна           | 05.11.2010            | вища               | член Партії регіонів                          | , заступник директора                                           |
| 3                                                       | Мамалига Людмила Костянтинівна    | 05.11.2010            | середня спеціальна | член Партії регіонів                          | Дмитрівська сільська рада, касир                                |
| 4                                                       | Старіш Володимир Іванович         | 05.11.2010            | середня            | член Партії регіонів                          | тимчасово не працює                                             |
| 5                                                       | Гаврилюк Іван Валентинович        | 05.11.2010            | середня            | член Партії регіонів                          | пенсіонер                                                       |
| 6                                                       | Коваль Олена Іванівна             | 05.11.2010            | вища               | член Партії регіонів                          | Дмитрівський сільський голова                                   |
| 7                                                       | Триколич Марина Іллівна           | 05.11.2010            | середня спеціальна | член Партії регіонів                          | Дмитрівська сільська рада, начальник військово-облікового столу |
| 8                                                       | Лупу Віталій Іванович             | 05.11.2010            | середня спеціальна | член Партії регіонів                          | фермерське господарство «Атланта», механік                      |
| 9                                                       | Богдан Анатолій Валерійович       | 05.11.2010            | середня спеціальна | член Партії регіонів                          | тимчасово не працює                                             |
| 10                                                      | Лупу Василина Кирилівна           | 05.11.2010            | середня спеціальна | член Партії регіонів                          | Дмитрівська сільська рада, секретар                             |
| 12                                                      | Муту Петро Маринович              | 05.11.2010            | вища               | член Партії регіонів                          | фермерське господарство «Марина», голова                        |
| 13                                                      | Ілуца Лариса Олександрівна        | 05.11.2010            | середня спеціальна | член Партії регіонів                          | приватне підприємство                                           |
| 14                                                      | Златін Артемон Артамонович        | 05.11.2010            | середня спеціальна | член Партії регіонів                          | СОК Дмитрівський, голова                                        |
| 15                                                      | Мамаліга Василь Георгійович       | 05.11.2010            | вища               | член Партії регіонів                          | Дмитрівська ветеринарна дільница, завідувач                     |
| 16                                                      | Городіштян Петро Васильович       | 05.11.2010            | середня            | член Партії регіонів                          | тимчасово не працює                                             |
| 18                                                      | Скріпкару Олександр Олександрович | 05.11.2010            | середня спеціальна | член Партії регіонів                          | тимчасово не працює                                             |
| 19                                                      | Марков Дмитро Ростиславович       | 05.11.2010            | вища               | член Партії регіонів                          | Дмитрівське ВЗУ, директор                                       |
| 20                                                      | Ілуца Геннадій Артемович          | 05.11.2010            | вища               | член Партії регіонів                          | ДП агрофірма «Рута», головний агроном                           |
| Політична партія Всеукраїнське об'єднання «Батьківщина» |                                   |                       |                    |                                               |                                                                 |
| 11                                                      | Коваль Володимир Анатолійович     | 05.11.2010            | середня спеціальна | член Всеукраїнського об'єднання «Батьківщина» | тимчасово не працює                                             |
| Соціалістична партія України                            |                                   |                       |                    |                                               |                                                                 |
| 17                                                      | Малайрев Юрій Денісович           | 05.11.2010            | середня            | член Соціалістичної партії України            | фермер, голова                                                  |